# Monastero di San Remigio
L'ex Monastero di San Remigio è un antico insediamento abbaziale, sulla riva destra del torrente Albedosa si trova a Parodi Ligure, in provincia di Alessandria.

## Storia
La sua storia inizia il 10 giugno 1033 quando il Marchese Adalberto, di stirpe obertenga, e sua moglie Adelaide conferiscono ai monaci di Santa Maria di Castiglione (o Castione) (PR) questa zona, insieme a molte altre terre. L'area era in uno stato di povertà e di abbandono, causato forse anche dalle incursioni saracene, succedutesi nei secoli X e XI, che gravi danni causarono anche alla vicina città di Genova.
I monaci fecero un buon lavoro: bonificarono la paludosa valle dell'Albedosa e costruirono il Monastero, la cui esistenza è attestata in due bolle papali il 13 aprile 1143 (papa Innocenzo II) e il 10 maggio 1144 (papa Lucio II).
Nel 1188 San Remigio e la vicina chiesa di Santo Stefano, da esso dipendente, ha già attratto numerosi insediamenti di famiglie dedite all'agricoltura.
La crescente importanza del Monastero causa dispute tra Santa Maria di Castione, la Diocesi di Tortona e la Diocesi di Genova che se ne contendono l'appartenenza.
Verso la fine del secolo XIV i rapporti con Genova diventano più solidi e si allentano quelli con la casa madre parmense.
Nel 1387 la chiesa è già diventata Parrocchia, compresa nel Vicariato di Gavi e, stando agli "imponibili" fissati dalla Curia genovese, la sua importanza economica è pari alla parrocchiale di Gavi.
La storia prosegue con influenti famiglie genovesi (Isola, Doria ecc.) che se ne contendono il priorato. Nel XVIII secolo tra gli abati figura anche il poeta Carlo Innocenzo Frugoni, nato a Genova, che peraltro rinunciò alla carica nel 1756.
All'inizio del XIX secolo, per l'aumentare della popolazione parrocchiale, la chiesa viene ampliata con l'aggiunta di due navate laterali. Quasi contemporaneamente inizia però anche il declino. Da tempo la popolazione di Parodi lamenta la scomodità della frequenza alle funzioni (il ritorno in paese è un'erta difficile soprattutto per i fedeli più anziani e l'attraversamento del torrente Albedosa non è sempre agevole).

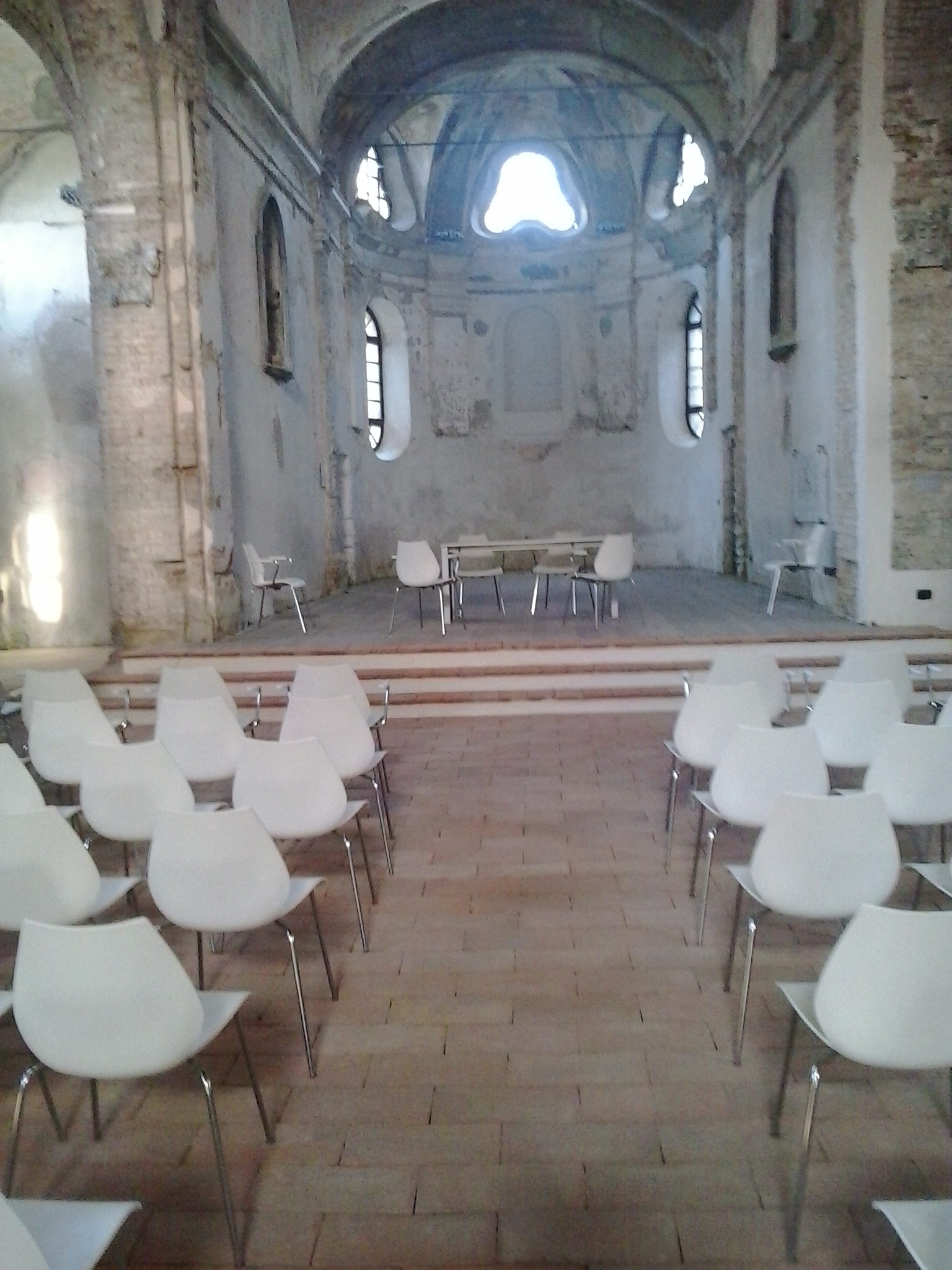
Interno

E così nel 1845 i parodesi ottengono l'innalzamento a parrocchia della loro cappella di San Rocco, sita in paese, e San Remigio rimane tale per l'abitato a Est (Cadepiaggio e nuclei limitrofi) ancora per un secolo circa. Nel 1959 una nuova chiesa costruita nel borgo soppianta definitivamente San Remigio.
Da quel momento il declino, anche strutturale, è molto rapido. La Diocesi genovese non ritiene di fare investimenti conservativi e l'edificio, già diroccato, rischia il crollo totale.

## Attualità
Ad oggi i beni circostanti la chiesa, fabbricati e terreni, sono frammentati in proprietà private. L'edificio religioso, ormai sconsacrato, venne donato nel 1984 al Comune di Parodi Ligure che seppe trovare i mezzi e il modo per impostare un adeguato restauro. Il lavoro non è stato breve, ma dal 2010 l'ex Monastero è fruibile per attività culturali di vario genere. Durante la stagione estiva ospita concerti, mostre d'arte, spettacoli teatrali.